# 원형회
원형회(原形會)는 1963년 12월에 창립한 조각가들의 모임이다. "일체의 타협적인 형식을 부정하고 전위적 행동의 조형의식을 가지고, 공간과 재질의 새 질서를 추구하여 새로운 조형윤리를 형성한다."는 선언을 가지고 출발하여 이 시기에 대표적인 전위 조각가들이 총망라되었다. 제2회전을 끝으로 활동이 침체되었고, 일부 회원은 다른 그룹으로 이적되었다. 창립동인은 최기원, 김영학, 김찬식, 전상범, 김영중, 이운식이다. 